# 約瑟夫·舍斯塔克
約瑟夫·舍斯塔克（1945年11月9日—）是斯洛伐克外交官，外交政策和外交領域的國際談判專家。
他曾在布拉迪斯拉發經濟大學學習對外貿易經濟。1965年，他在該大學創立了AIESEC（国际经济学商学学生会）成為AIESEC捷克斯洛伐克的副主席和布拉迪斯拉發經濟大學的AIESEC斯洛伐克的第一任主席（1965-1967）。他是斯洛伐克大學生聯盟的聯合創始人和第一任副主席（ZVS，1968-69）。1985年在布拉迪斯拉發經濟大學獲得博士學位。在布拉格之春期間，他是斯洛伐克學生運動的進步領袖之一。

## 政治生涯
1994年12月，弗拉基米尔·梅恰尔總理政府接任命他為斯洛伐克共和國外交部國務秘書（1994-1998）。在經濟外交上，他於1996年和1997年和50多個國家的高級外長組織了兩次世界會議，德國前外長漢斯-迪特里希·根舍擔任主發言人。他在談判《斯洛伐克共和國與匈牙利共和國睦鄰友好合作協定》取得了重大的外交成功，並作為該國談判小組組長於1995年3月19日簽處該協議。
2004年，他作為獨立候選人參加斯洛伐克共和國總統選舉，但只得到七千票左右。
2009年12月至2018年12月，任斯洛伐克共和國駐伊斯坦布爾大使兼總領事。在伊斯坦布爾工作期間，與斯洛伐克和土耳其的優秀科學家建立了系統、有組織的科研合作，為此他授予斯洛伐克科學院科學理事會2016年斯洛伐克科學院促進科學獎。

## 外部連結
- 斯洛伐克共和國駐伊斯坦布爾大使館對約瑟夫·舍斯塔克的介紹